# Lewd Acts
Lewd Acts est un groupe de punk hardcore américain, originaire de San Diego, en Californie. Ils sont actuellement signés chez Deathwish Inc..

## Biographie
Lewd Acts est formé à San Diego, en Californie, et signe à ses débuts avec le label Deathwish Inc.. Le groupe publie son premier album, Black Eye Blues, le 1er septembre 2009. En avril 2010, Peter Dolvin du groupe The Haunted les cite comme l'un de ses groupes préférés.
Lewd Acts se sépare en juillet 2010. En mai 2012, Lewd Acts annonce sa tentative de réunion et se met à écrire de nouveaux morceaux. Le 26 septembre 2014. Lewd Acts joue à Tucson, en Arizona, sous le nom de Lou Dax. Depuis, le groupe ne donne plus signe d'activité.

## Discographie
- 2005 : Dark Days
- 2007 : Split w/ Hour of the Wolf
- 2009 : Lung Patrol (EP)
- 2009 : Black Eye Blues